# Hemisemidalis fulvipennis
Hemisemidalis fulvipennis is een insect uit de familie van de dwerggaasvliegen (Coniopterygidae), die tot de orde netvleugeligen (Neuroptera) behoort. 
De wetenschappelijke naam Hemisemidalis fulvipennis is voor het eerst geldig gepubliceerd door Sziráki in 1999.